# 21521 Хіппалґаонкар
21521 Хіппалґаонкар (21521 Hippalgaonkar) — астероїд головного поясу, відкритий 23 травня 1998 року.
Тіссеранів параметр щодо Юпітера — 3,401.